# Zodion punctipenne
Zodion punctipenne är en tvåvingeart som beskrevs av Krober 1915. Zodion punctipenne ingår i släktet Zodion och familjen stekelflugor. Inga underarter finns listade i Catalogue of Life.